# Сульніково
Сульніково (пол. Sulnikowo) — село в Польщі, у гміні Ґзи Пултуського повіту Мазовецького воєводства.
Населення — 120 осіб (2011).
У 1975-1998 роках село належало до Цехановського воєводства.

## Демографія
Демографічна структура станом на 31 березня 2011 року:
|          | Загалом | Допрацездатний вік | Працездатний вік | Постпрацездатний вік |
| -------- | ------- | ------------------ | ---------------- | -------------------- |
| Чоловіки | 59      | 11                 | 44               | 4                    |
| Жінки    | 61      | 13                 | 39               | 9                    |
| Разом    | 120     | 24                 | 83               | 13                   |